# United Aircraft Corporation
La OJSC «United Aircraft Corporation» («UAC») - in russo ПАО «Объединенная авиастрои́тельная корпора́ция» («ОАК»)?, PAO «Obʺedinennaâ aviastroítelʹnaâ korporáciâ» («OAK») - è un raggruppamento di aziende aeronautiche e aerospaziali russe creato nel 2006 su iniziativa del governo russo.

## Storia
La JSC «UAC» è stata istituita in conformità con il decreto presidenziale del 20 febbraio 2006 nº 140 chiamato «Società per azioni "United Aircraft Corporation» allo scopo di conservare e sviluppare il potenziale scientifico e produttivo dell'industria aeronautica russa, la sicurezza e la difesa nazionale e la concentrazione delle risorse intellettuali, industriali e finanziare.
Oggi «UAC» comprende circa 30 aziende ed è uno dei più grandi attori del mercato del trasporto aereo globale. Le aziende nella struttura della nuova società hanno conservato i precedenti marchi come: Sukhoi, Mikoyan, Ilyushin, Tupolev, Yakovlev, Beriev, ecc.
Nell aprile 2015, la società ha cambiato nome passando da una joint-stock company (JCC) (in russo «OAO»?) a una open joint-stock company (OJSC) (in russo «ПАО»?).

## Composizione
Struttura della United Aircraft Corporation al 2015 e le società più rilevanti :
Sukhoi Group
- 57,06% JSC «Company Sukhoi»
- 53,69% CJSC «Sukhoi Civil Aircraft»
- 57,06% CJSC «Sukhoi new civil technologies»

Irkut Group
- 91,37% JSC «Irkut Corporation»
- 78,73% JSC «OKB Imeni A.S. Yakovlev»
- 83,99% CJSC «Beta-Ir»

Altre società
- 94,37% JSC «Tupolev»
- 94,21% JSC «TANTK Imeni G.M. Berieva»
- 66,86% JSC «RSK Mikoyan Gurevich»
- 100% JSC «Myasishchev Design Bureau»

## Azionisti
Azionisti della United Aircraft Corporation al 10/08/2015 :
- 90,3% - Federal Agency for State Property Management
- 5,6% - Vnesheconombank
- 4,1% - Investitori privati

## Aeromobili
Aeromobili commercializzati dalla United Aircraft Corporation al 2017 :
Aerei civili
- Ilyushin Il-96-300 (lungo raggio)
- Tupolev Tu-214 (medio raggio)
- Tupolev Tu-204CM (medio raggio)
- Irkut MS-21 (medio raggio)
- Sukhoi Superjet 100 (corto raggio)
- Ilyushin Il-114-300 (corto raggio)
- CRAIC CR929 (lungo raggio)

Aerei militari
- Tupolev Tu-95MC (bombardiere strategico a lungo raggio)
- Tupolev Tu-160 (bombardiere strategico a lungo raggio)
- Tupolev Tu-22M3 (bombardiere strategico a medio raggio)
- Sukhoi Su-27SK (caccia multiruolo)
- Sukhoi Su-30MK (caccia multiruolo)
- Sukhoi Su-30SM (caccia multiruolo)
- Sukhoi Su-32 (cacciabombardiere)
- Sukhoi Su-33 (caccia multiruolo imbarcato)
- Sukhoi Su-34 (cacciabombardiere)
- Sukhoi Su-35 (caccia multiruolo)
- Sukhoi PAK FA (T-50) (caccia multiruolo 5ª gen.)
- Mikoyan MiG-29K/KUB (caccia multiruolo imbarcato 4++ gen.)
- Mikoyan MiG-35 (caccia multiruolo 4++ gen.)
- Yakovlev Yak-130 (addestratore avanzato)
- Yakovlev Yak-152 (addestratore basico)

Aerei da trasporto
- Ilyushin Il-76MD-90A (pesante)
- Ilyushin Il-214 (MTA) (medio)
- Ilyushin Il-112V (medio-leggero)

Aerei per usi speciali
- Beriev Be-200 (anfibio)